# Іоан Христя
Іоан Христя (рум. Ioan Hristea; 17 березня 1897–1972) — румунський офіцер, бригадний генерал. Кавалер Лицарського хреста Залізного хреста.

## Біографія
В 1941—1943 роках командував 2-м кавалерійським полком каларашів «Генерал Давид Прароргеску». Відзначився у боях під Сталінградом, коли його полк взяв участь в невдалій спробі деблокувати оточену армію генерала Паулюса.

## Нагороди
- Орден Михая Хороброго 3-го класу (17 жовтня 1941)
- Залізний хрест 2-го і 1-го класу
- Лицарський хрест Залізного хреста (28 березня 1943)